# إكتوستيجيات
الإكتوستيجيات (الاسم العلمي:†Ichthyostegalia) هي أصنوفة من الحيوانات المنقرضة مصفحة الرأس تتبع ضفدعيات الشكل.